# تشارلز منير
تشارلز منير (بالفرنسية: Charles Meunier)‏ ولد بتاريخ 18 يونيو 1903 في بلجيكا، وتوفي في 17 فبراير 1971 في بلجيكا، كان دراج بلجيكي.

## روابط خارجية
- تشارلز منير على موقع أرشيف الدراجات (الإنجليزية)
- تشارلز منير على موقع إحصائيات الدراجات الإحترافية (الإنجليزية)
- تشارلز منير على موقع CycleBase (الإنجليزية)